# Front office
Nell'organizzazione aziendale, il termine inglese front office (letteralmente "ufficio frontale") indica l'insieme delle strutture di un'organizzazione che gestiscono l'interazione con il cliente. Si contrappone al back office che rappresenta invece il motore aziendale, ossia ciò che accade "dietro le quinte".
Il front office può essere chiamato anche sportello, sistema di facciata o accoglienza clienti.
Ad esempio, in un'azienda, fanno parte del front-office le divisioni di marketing e vendite, il customer relationship management, eccetera; in una pubblica amministrazione, è l'ufficio per le relazioni con il pubblico e, più in generale, le funzioni di sportello. Un sito web non può assolutamente essere considerato una forma di front office, essendo il termine riferito ad una area organizzativa e non allo strumento informatico che ne rende fruibili i servizi. Sarebbe dunque più esatto riferirsi al sito web del front office, ad esempio il sito web dell'ufficio per le relazioni con il pubblico. In poche parole, il front office è il reparto amministrativo dell'albergo che si occupa del ciclo cliente.
In informatica aziendale, il front office è l'insieme degli elementi per la consulenza esterna, in possesso dell'azienda e/o da essa attuati, che ruotano intorno al cliente, e attraverso i quali l'azienda di servizi interagisce con esso, fornendo servizi complementari propri e l'assistenza relativa ai servizi primari, oggetto della propria attività, orientati appositamente all'offerta efficiente/efficace di questi ultimi. 
Nel campo turistico il front office è costituito dall'insieme di determinati settori che sono: il ricevimento e centralino, 
la portineria, la cassa e la segreteria; ovvero tutti quei settori che hanno un rapporto diretto con il cliente e che interagiscono tra loro unendo i diversi settori dell'azienda.